# Кертис F11C
Кертис F11C (енгл. Curtiss F11C Goshawk) је амерички вишенаменски морнарички ловац. Први лет авиона је извршен 1932. године. 

Највећа брзина у хоризонталном лету је износила 330 km/h. Размах крила је био 9,60 метара а дужина 7,62 метара. Маса празног авиона је износила 1378 килограма а нормална полетна маса 1869 килограма. Био је наоружан са два синхронизована митраљеза калибра 7,62 mm и до 227 кг бомби.

## Наоружање
| Наоружање авиона: Кертис       |           |
| Ватрено (стрељачко) наоружање  |           |
| Топ                            |           |
| Митраљез                       |           |
| Број и ознака митраљеза        | 2         |
| Калибар                        | 7,62      |
| Бомбардерско наоружање (бомбе) |           |
| Класичне авио бомбе            | до 227 кг |
| Ракетно наоружање (ракете)     |           |